# Eila Pehkonen
Pour les articles homonymes, voir Pehkonen.
Eila Mirjam Pehkonen, née le 18 octobre 1924 à Lieksa et morte à Helsinki le 10 septembre 1991, est une actrice finlandaise.

## Biographie

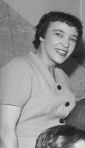
Eila Pehkonen vers 1956

Issue d'une famille de cinq enfants, elle commence le théâtre dans l'enfance puis commence en 1945 des études à l'École supérieure de théâtre d'Helsinki, obtenant son diplôme en 1947. Au cours de sa carrière, elle a travaillé pour plusieurs théâtres finlandais. 
Elle se fait connaître au cinéma en tenant le rôle principale dans deux films réalisés par Valentin Vaala, Maaret – tunturien tyttö (1947) et Ihmiset suviyössä (film) (1948). 
Elle épouse en 1948 l'acteur et directeur d'opéra Yrjö Kostermaa (fi) (1921–1997) dont elle aura deux enfants.

## Filmographie
- Maaret – tunturien tyttö (1947)
- Ihmiset suviyössä (1948)
- Villi Pohjola (1955)
- Rintamalotta (1956)
- Juha (1956)
- Punainen viiva (1959)
- Lumisten metsien tyttö (1960)
- Kultainen vasikka (1961)
- Pikku Pietarin piha (1961)
- Tulipunainen kyyhkynen (1961)
- Ruusujen aika (1969)
- Leikkikalugangsteri (1969)
- Sixtynine – 69 (1969)
- Aika hyvä ihmiseksi (1977)
- Niskavuori (1984)
- Uuno Epsanjassa (1985)
- Uunon huikeat poikamiesvuodet maaseudulla (1990)
- Vääpeli Körmy ja marsalkan sauva (1990)